# Pálmay Ernő
Pálmay Ernő, Pálmay Ernő Lajos (Szeged, 1882. április 11. – Vác, 1921. február 13.) honvédszázados, az összeomláskor részt vett a csehszlovák csapatok elleni ellenállásban és katonai küzdelmekben.

## Élete
Pálmay István kereskedő és Deschmann Mária fiaként született, 1882. április 27-én keresztelték a szeged-belvárosi plébánián. Keresztszülei Vészits Lajos tanár és özv. Joánkovics Józsefné. A Soproni 18. honvéd gyalogezred századosa volt.
Az első világháború alatt hadifogságba esett, s csak 1918 novemberében térhetett haza. A Léván állomásozó honvéd géppuskás tanfolyam utolsó parancsnoka, s egyben a helyőrség parancsnoka lett. A kaotikus viszonyok kialakulásakor a katonákból és a hozzájuk később csatlakozó barsi és honti polgárokból, illetve diákokból a belső rend fenntartása végett önkéntes alakulatot szervezett. Ez körülbelül négyszázadnyi erőt képviselt, de hamar összeütközésbe került az előrenyomuló cseh legionáriusokkal. 1918. december 23-án megválasztották a Felvidéki Egyesület elnökévé is, mely Magyarország integritását akarta megőrizni.
A Károlyi-kormány egységét 1919. január 8-án az Ipoly bal partjára (demarkációs vonal) vezényelte, ezért elhagyta Lévát. Katonái közül azokat, akiket családja ehhez a területhez kötött, a szolgálat alól felmentette. 79-en maradtak,: 24 tiszt és 55 katona. Január 9–10-én Drégelypalánkról először Nagyorosziba, majd Rétságra települt. Január 29-én lefegyverezte a drégelypalánki cseh osztagot, de az ellentámadás miatt még az nap visszavonult. Másnap azonban a támadást visszaverte és a cseheket kiszorította, majd a síneket felszedette. 1919. január végén Balassagyarmaton állomásozott.
A Magyar Tanácsköztársaság felvidéki hadjárata során csapataival visszatért Lévára. Májusban mivel Pálmay nem kötelezte el magát egyértelműen a tanácsköztársaság mellett, csoportjának tagjait májusban Vácott vésztörvényszék elé állították, de kiszabadították őket. A Pálmay-csoport 1919. május 29-én éjjel Ipolyságért harcolt a csehszlovák csapatokkal.
A Friedrich-kormány 1. csendőr-tartalékzászlóaljként vette őket át. 1919. augusztus végén a román hadsereg Rétságon letartóztatta és Vácra internálta, de Bandholtz tábornok közbenjárására elengedték. Halálát szívhűdés okozta.

## Emléke
- Az első bécsi döntés után, 1942-ben a lévai kaszárnyán emléktáblát avattak az emlékére.[7]
- Pálmay-csoport Bajtársi Köre